# Irmgard Kanold
Irmgard Kanold (* 9. Februar 1915 in Hamburg; † 25. April 1976 ebenda) war eine deutsche Bildhauerin.

## Leben

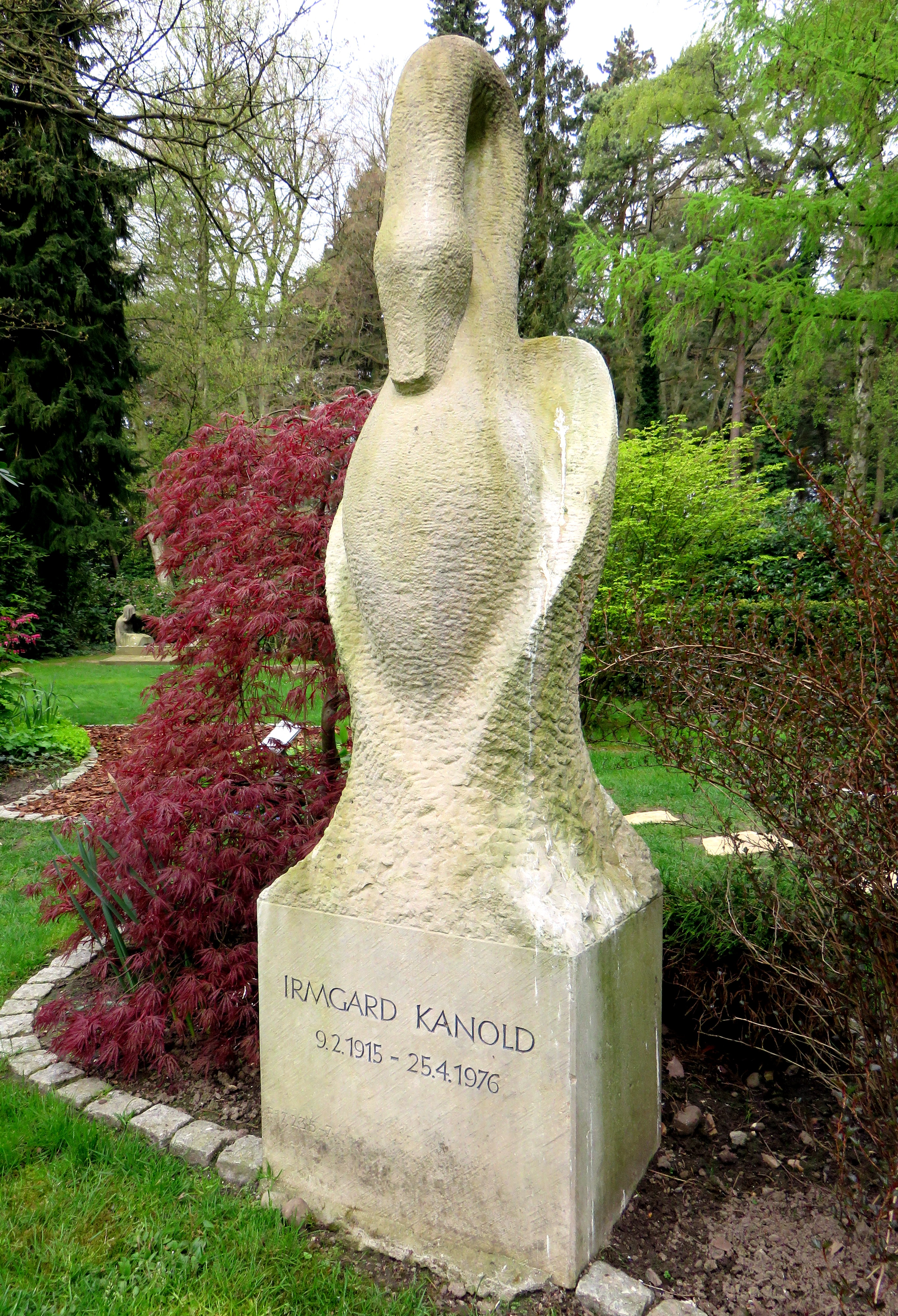
Grabstein Irmgard Kanold, Garten der Frauen auf dem Friedhof Ohlsdorf

Irmgard Kanold wuchs im Hamburger Stadtteil Wandsbek auf, ihre Eltern waren Besitzer einer chemischen Fabrik. Nach der Schulzeit erhielt sie zunächst eine zweijährige Ausbildung bei dem Hamburger Bildhauer und Keramiker Jürgen Hinrich Block (1904–2002). Mitte der 1930er Jahre studierte sie an der Akademie Düsseldorf bei Edwin Scharff und danach an der Akademie München bei Bildhauer Bernhard Bleeker.
Anschließend kehrte Irmgard Kanold auf Dauer nach Hamburg zurück. Dort hatte sie ein Atelier unter der U-Bahnbrücke Dehnheide im Stadtteil Hamburg-Barmbek-Süd, hier wohnte sie auch während des Krieges und in der Nachkriegszeit. 1950 zog sie nach Hamburg-Groß Flottbek, von wo aus sie ab 1966 die alleinige Leitung der elterlichen Fabrik übernahm.
Neben der Gestaltung ihrer Werke, über deren Umfang nur wenig bekannt ist, gab Irmgard Kanold Privatunterricht. Einer ihrer Schüler war Georg Engst (1930–2021), den sie mit speziellen Techniken von Stein und Ton, mit dem Schwerpunkt Keramikherstellung, bekanntmachte. Außerdem begann Irmgard Kanold, an Gemeinschaftsausstellungen teilzunehmen. 1952 trat sie der „Hamburgischen Künstlerschaft“ bei und war 1961 Mitbegründerin der Künstlergruppe „Fähre 8“, der unter anderen auch die Maler Wilhelm Hesselbach (1907–1960) und Meinhard Seeck (1900–1973) angehörten.
Auf dem Hamburger Ohlsdorfer Friedhof befindet sich im Bereich des Gartens der Frauen Irmgard Kanolds Grabstein, ein trauernder Schwan, von ihr selbst geschaffen.

## Gemeinschaftsausstellungen (Auswahl)
- 1938–1941 „Hamburger Kunstverein“
- 1957 Hamburg: „Ausstellung Hamburger Künstler“; Ausstellung der „Hamburgischen Künstlerschaft“
- 1961 Hamburg, Museum für Völkerkunde

## Werke  (Auswahl)
Plastiken – insbesondere Porträts – in Bronze, Kunststein, Holz und Gips, beispielsweise:
- 1938: „Junge Frau“, Porträt-Plastik mit grob strukturiertem Sockel
- 1939/1940: Bronze Porträt-Plastik „Gisela Küllmer“

Später abstrakte Arbeiten, beispielsweise:
- 1953: „Sterntaler“

Als Auftragsarbeiten Altar- und Krippenfiguren sowie Grabsteine, beispielsweise:
- Bockenem/Harz, St. Pancratius: 12 Altarfiguren.
- Hildesheim, St. Michael: 3 Krippenfiguren, Lindenholz, 1941
- Hamburg-Schiffbeck: Grabmal Möller